# Friedrich von Hessen-Philippsthal
Friedrich von Hessen-Philippsthal (* 4. September 1764 auf Schloss Philippsthal; † 6. Juli 1794 in Nivelles in  Belgien) war ein landgräflicher Prinz und Offizier in der Hessen-kasselschen Armee, Chef eines russischen Kürassierregiments und Befehlshaber eines niederländischen Dragonerregiments während des Ersten Koalitionskrieges. 

## Familie
Friedrich war ein Sohn des paragierten Landgrafen Wilhelm von Hessen-Philippsthal (1726–1810) und dessen Gemahlin Ulrike Eleonore (1732–1795). 
Seine Geschwister waren:
- Karl (1757–1793), Offizier in der Hessen-kasselschen Armee
- Juliane (1761–1799), ⚭ Philipp II. (Schaumburg-Lippe) (1723–1787)
- Ludwig (1766–1816), paragierter Landgraf von Hessen-Philippsthal, ⚭ 1791 Gräfin Marie Franziska Berghe von Trips (1771–1805)
- Ernst Konstantin (1771–1849), paragierter Landgraf von Hessen-Philippsthal, ⚭ 1796 Luise von Schwarzburg-Rudolstadt (1775–1808), ⚭ 1812 Karoline von Hessen-Philippsthal (1793–1872)

## Laufbahn
Als Taufgeschenk erhielt Friedrich von der russischen Kaiserin Katharina II. als seiner Taufpatin die Ernennung zum Rittmeister und Chef einer Kavallerie-Schwadron. Er trat in den Militärdienst ein, wurde Offizier (zuletzt Oberstleutnant) in der Hessen-kasselschen Armee und wechselte 1784 zur russischen Armee. Dort wurde er Oberst und Chef eines Kürassierregiments. In der niederländischen Armee übernahm er das Kommando über das Dragonerregiment des Grafen Bylandt. Er wurde 1794 im Ersten Koalitionskrieg in der Nähe von Waterloo schwer verwundet und starb in französischer Gefangenschaft.